# خورشیدگرفتگی ۹ نوامبر ۱۸۱۷
خورشیدگرفتگی ۹ نوامبر ۱۸۱۷ (به انگلیسی: Solar eclipse of 9 November 1817) یک خورشیدگرفتگی از نوع خورشیدگرفتگی کلی بود. این خورشیدگرفتگی در تاریخ  ۹ نوامبر ۱۸۱۷ روی داد که زمان اوج آن، ساعت ۱:۵۳:۵۳ به‌وقت ساعت هماهنگ جهانی بوده‌است.  مدت‌زمان و طول این خورشیدگرفتگی ۰۴ دقیقه و ۴۲ ثانیه بود.